# Sympetalandra hildebrandii
Sympetalandra hildebrandii är en ärtväxtart som beskrevs av Cornelis Gijsbert Gerrit Jan van Steenis. Sympetalandra hildebrandii ingår i släktet Sympetalandra och familjen ärtväxter. Inga underarter finns listade i Catalogue of Life.